# 圖帕伊環礁

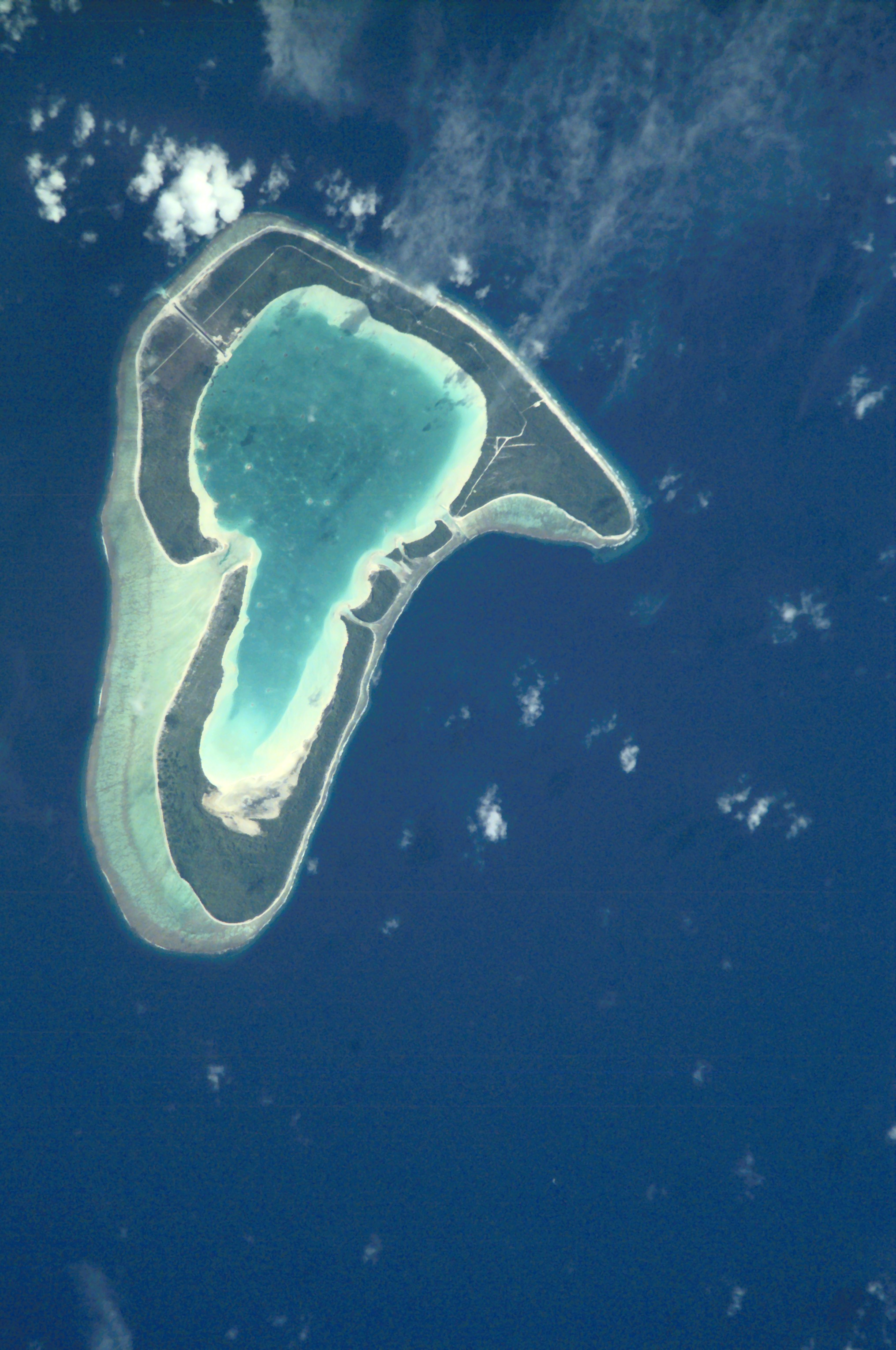

圖帕伊環礁（Tupai），又称莫圖伊蒂環礁（Motu Iti），是南太平洋法屬波利尼西亞的環礁，屬於社会群岛中背风群岛的一部分，位於博拉博拉島以北19公里，由5個島嶼組成，由博拉博拉市镇管辖，面積11平方公里，島上無人居住。

## 外部連結
- （页面存档备份，存于）
- Photos
- Atoll list（法文）

16°17′S 151°50′W / 16.283°S 151.833°W